# Fromage suisse (Amérique du Nord)
Ne doit pas être confondu avec les fromages originaires de Suisse.
Le fromage suisse (en anglais : « swiss cheese ») est une appellation désignant, aux États-Unis et au Canada, des fromages, généralement d’origine nord-américaine, qui se veulent similaires à l'emmental, un fromage suisse. 
En 2014 la transformation s’est élevée à 297,8 millions de livres aux États-Unis, soit 2,6 % de la fabrication totale de fromage du pays. Le record de production a été de 336,5 millions de livres en 2010. 